# Pablo González
Pablo González Juárez (* 12. května 1993) je španělský fotbalový záložník, který v současnosti působí v klubu SK Sigma Olomouc. Hrál i za slavné španělské fotbalové kluby Atlético Madrid a Villarreal CF.
Pablo González prošel mládeží Atlétika Madrid i Villarrealem, v jehož dresu nastoupil ve druhé španělské lize. Hrál za Huescu či CD Toledo, v zimě 2019 přestoupil ze třetiligové Salamancy do pražské Dukly. Po sestupu do druhé ligy v klubu dlouho nepobyl, v létě 2019 jej koupila SK Sigma Olomouc.